# Chomelia grandifolia
Chomelia grandifolia är en måreväxtart som först beskrevs av Huber, och fick sitt nu gällande namn av Julian Alfred Steyermark. Chomelia grandifolia ingår i släktet Chomelia och familjen måreväxter. Inga underarter finns listade i Catalogue of Life.